# Kowal (gmina)
Pour les articles homonymes, voir Kowal.
Kowal est une gmina rurale du powiat de Włocławek, Couïavie-Poméranie, dans le centre-nord de la Pologne. Son siège est la ville de Kowal, bien qu'elle ne fasse pas partie du territoire de la gmina.
La gmina couvre une superficie de 114,75 km2 pour une population de 4 089 habitants.

## Géographie
La gmina est bordée par la ville de Kowal et les gminy de Baruchowo, Choceń, Lubień Kujawski et Włocławek.